# Обратное бремя доказывания
Обратное бремя доказывания — положение закона, которое перекладывает бремя доказывания на лицо, в отношении которого выдвинуты обвинения или иск (в противоположность базовому положению уголовного права о презумпции невиновности: «не виновен, пока не доказано»). Как правило, это конкретное положение касается перекладывания бремени на обвиняемого либо в уголовном преступлении, либо в деликтном иске (о причинении вреда). Например, автомобильное законодательство во многих странах предусматривает, что любой водитель, сбивающий пешехода, несет бремя доказывания того, что он не проявил халатности.

## Канада
В ст. 515(6)(a)(ii) Уголовного кодекса Канады содержатся положения об обратном бремени доказывания в ряде случаев, в которых обвиняемый должен опровергнуть навязанную презумпцию виновности. Подобные положения являются спорными, поскольку они почти всегда нарушают презумпцию невиновности, защищаемую разделом 11(d) Канадской хартии прав и свобод. Единственное основание, по которому подобное положение соответствует Хартии — если оно может быть оправдано согласно разделу 1.
На практике чаще всего обратное бремя применяется при решении вопроса о выпуске обвиняемого под залог.
Верховный суд Канады отменил ряд положений об обратном бремени. Первым и наиболее известным прецедентом стала отмена статьи 8 Закона о контроле над наркотиками в решении по делу «Корона против Оукса». Верховный суд в решении по делу «Корона против Лабы» (1994 г.) отменил статью 394(1) Уголовного кодекса, которая требовала от лица, продавшего или приобретшего камни, содержащие драгоценные металлы, доказать, что оно сделало это законно.
В ответ на рост числа перестрелок в Торонто и в рамках своей предвыборной кампании 2006 года Пол Мартин предложил внести поправки в ст. 515(1) Уголовного кодекса, чтобы обеспечить обратное бремя при освобождении под залог обвиняемых в преступлениях, связанных с огнестрельным оружием.
Для успешного расследования дел о побеге с места наезда обвинение должно доказать, вне всяких разумных сомнений, что наезд имел место. Тем не менее, существует презумпция, что лицо, подсудимое за наезд, скрылось с места аварии с целью избежания гражданской или уголовной ответственности, если остальные существенные элементы дела могут быть доказаны вне разумных сомнений.

## Великобритания
Закон о криминальных финансах 2017 года позволяет британскому суду издавать постановление о необъяснимом богатстве, чтобы заставить кого-либо раскрыть источники своего необъяснимого богатства. Активы лиц, которые не в состоянии отчитаться за недекларированные доходы, могут быть конфискованы Национальным агентством по борьбе с преступностью. Закон достигает своих целей по борьбе с отмыванием денег, перекладывая ответственность на подозреваемого..
Ещё одним примером является английский закон о клевете. Как правило, от истца требуется доказать, что заявление было сделано ответчиком и что оно носило клеветнический характер — элемент, который сравнительно легко доказать. Истец не обязан доказывать, что содержание заявления было ложным. Затем бремя доказывания истинности заявления переходит к ответчику, что будет считаться утвердительной защитой.
В отношении предположительно дефектных товаров обратное бремя доказывания гарантирует, что в течение первых шести месяцев после продажи потребителю не нужно предоставлять никаких доказательств того, что товар был изначально дефектным на момент его покупки: розничный торговец должен либо признать, что товар содержал внутренний дефект, и предложить возмещение или ремонт, или же оспорить, что товар был изначально дефектным. Через шесть месяцев бремя доказывания перекладывается на потребителя.

## Пакистан
В Пакистане Постановление о национальной ответственности 1999 года возлагает бремя доказывания на обвиняемого в случаях, когда богатство обвиняемого превышает его или её известные источники дохода. Как только Национальное бюро подотчетности (федеральное агентство, ответственное за преследование коррупции и коррупционной деятельности), устанавливает, что обвиняемый накопил богатство, превышающее его или её известные источники дохода, на обвиняемого переходит обязанность доказать, что его или её богатство было накоплено законным путём. Судебное разбирательство в соответствии с этим законом происходит в специальных судах по ответственности, созданных в соответствии с Постановлением о национальной ответственности 1999 года.

## Юриспруденция
Концепция обратного бремени доказывания заключается в перекладывании бремени доказывания с предположением, что ходатайство заявителя (обычно обвинения) будет удовлетворено судом. Ответчик должен разумно применить ту норму права, с которой несовместимо заявление.